# Pelargonium grandicalcaratum
Pelargonium grandicalcaratum är en näveväxtart som beskrevs av Paul Erich Otto Wilhelm Knuth. Pelargonium grandicalcaratum ingår i släktet pelargoner, och familjen näveväxter. Inga underarter finns listade i Catalogue of Life.